# 北界镇 (信宜市)
北界镇，是中华人民共和国广东省茂名市信宜市下辖的一个乡镇级行政单位。

## 行政区划
北界镇下辖以下地区：
北界社区、良垌村、罗汉村、长坡村、平山村、东村、石订村、南山村、北界村、六云村、柴冲村、结坡村、甘棠村、金坡村、双寿村、丰月村、汕口村、六问村、塘村、桃子村、金渠村、六表村、学地村、旺将村、文垌村、西镇村、明堂村、高垌村、高坡村、北洒村、六琶村、石砚村、六利村和红光村。